# Mireille Barrière
Mireille Barrière (* 19. Januar 1938 in Genf) ist eine Schweizer Malerin der Art brut.

## Leben und Werk
Mireille Barrière kam als ältestes von fünf Kindern zur Welt, lernte aber ihre Geschwister nie kennen, da den Eltern das Sorgerecht früh entzogen wurde. Vom dritten bis zum 15. Lebensjahr lebte sie zunächst in einem Spital für Gehörlose, dann in einem Heim. 1953 wurde sie ins Heim «Espérance» in Etoy VD eingewiesen. Während rund 30 Jahren bis zu ihrer Pensionierung im Jahr 2000 arbeitete sie in einem Web-Atelier.
In den späten 1960er Jahren, vielleicht aber bereits früher, begann sie mit Zeichnen. Seit ihrer Pensionierung verbringt sie damit mehrere Stunden pro Tag. Sie zeichnet meistens mit Bleistift, Farbstift, Kugelschreiber und Pastellstift («Neocolor») auf Papier. Da dieses anfänglich im Heim rar war, gewöhnte sie sich an, es beidseitig zu benutzen. Ihre Zeichnungen folgen thematisch oft dem Jahreslauf, indem sie etwa zu Weihnachten Motive wie Schneemänner und Kerzen oder zu Ostern Hasen zeichnet. Figuren mit einem Herzen und einer Zigarette im Mund sind als Selbstporträts aufgefasst.
Das Museum im Lagerhaus in St. Gallen besitzt einige Werke von Mireille Barrière.